# Orcevia mercuryi
Espèce
Orcevia mercuryi est une espèce d'araignées aranéomorphes de la famille des Salticidae.

## Distribution
Cette espèce est endémique  du Sarawak en Malaisie,. Elle se rencontre dans le parc national de Bako.

## Description
La carapace du mâle holotype mesure 1,77 mm et l'abdomen 1,38 mm et la carapace de la femelle paratype 1,57 mm et l'abdomen 1,78 mm.

## Systématique et taxinomie
Cette espèce a été décrite par Yu, Maddison et Zhang en 2023.

## Étymologie
Cette espèce est nommée en l'honneur de Freddie Mercury.

## Publication originale
- Yu, Maddison & Zhang, 2023 : « Taxonomic revision of Orcevia Thorell, 1890, with description of fifteen new species (Araneae, Salticidae, Euophryini). » Zootaxa, no 5384(1), p. 1-79.